# Amores de barra
Amores de barra es el título de una canción del dúo femenino español Ella baila sola

## Descripción
Definida como alegato feminista, el tema se centra en la libertad que pueden tener las mujeres para tener una relación sexual esporádica de una noche, con ausencia de implicaciones sentimentales. Se trata de una opción que hasta esa época estaba proscrita para las mujeres, considerándose socialmente que esas actitudes eran propias y exclusivas de los hombres.
En palabras de una de sus autoras, Marta Botía, la letra se inspira en una anécdota real, cuando en una noche de fiesta madrileña, un joven intentó seducirla con la frase <<¿Quieres ser mi amor de barra esta noche?>>. Si bien la propuesta fue rechazada, sirvió para componer una de las canciones más célebres del pop español de los años 90.
El tema alcanzó el número 1 de la lista de Los 40 principales la semana del sábado 24 de mayo de 1997.